# Amara (jezioro)
Amara – słonowodne jezioro limanowe w Rumunii, na Nizinie Wołoskiej, w dorzeczu Jałomicy, na południowych obrzeżach miasta Amara w okręgu Jałomica.
Jezioro, o kształcie litery S, ma powierzchnię 132 ha, objętość wody 2,6 mln m³, długość 4 km i szerokość od 200 do 800 m, natomiast maksymalna głębokość sięga 3 m.
W systemie gospodarki wodnej jezioro jest jednolitą częścią wód powierzchniowych Lac Amara o kodzie ROLW11.1_N2 w regionie wodnym Buzău i Jałomicy. W tym samym regionie leży również jezioro Balta Amară. W planie gospodarowania wodami na obszarze dorzecza Dunaju na lata 2016–2021 jego stan ekologiczny określono jako nieznany. Stan chemiczny w roku 2011 oceniono jako dobry.
Jezioro Amara jest dawnym korytem Jałomicy, które obecnie nie ma połączenia z tą rzeką. Jezioro zasilane jest wodami opadowymi oraz podziemnymi. Z powodu braku stałego zaopatrzenia w słodką wodę oraz w związku z procesem parowania, stężenie soli w jeziorze jest dość wysokie. Jego woda jest bogata w sole siarczanowe, wodorowęglany, chlorki, jodki, bromki i sole magnezu, które doprowadziły do powstania błota terapeutycznego stosowanego do leczenia różnych chorób. Siarczany obecne w wodzie jeziora nadają jej gorzki smak. Błoto sapropeliczne zawiera 39% substancji organicznych i 41% substancji mineralnych i jest ono polecane osobom z dolegliwościami ze strony układu ruchu, z chorobami ginekologicznymi i schorzeniami skóry.
W latach 1956–1966 wielkość zbiornika miała tendencję wzrostową, tak że w latach 1970–1971 jezioro osiągnęło głębokość 4 m. W celu zapobieżenia zalaniu pobliskich terenów zbudowano kanał odprowadzający nadmiar wody. Spowodowało to zmniejszenie mineralizacji wody: w 1887 roku Petru Poni wyznaczył dla jeziora Amara mineralizację 89,45 g/l, podczas gdy po około 90 latach, w 1976 roku, osiągnęła ona 7,7 g/l, natomiast w 2013 roku wynosiła 11,3 g/l.
Nad brzegiem jeziora położony jest ośrodek Amara z około 2000 miejscami noclegowymi w trzech hotelach.
Jezioro leży na obszarze Natura 2000 Lacurile Fundata-Amara (ROSPA0065).